# هيلين فروست (رياضية)
هيلين فروست (بالإنجليزية: Helen Frost) هي عداءة سريعة بريطانية، ولدت في 12 مارس 1974.

## وصلات خارجية
- هيلين فروست على موقع الاتحاد الدولي لألعاب القوى (الإنجليزية)
- هيلين فروست على موقع أوليمبيديا (الإنجليزية)